# Akcyjne Towarzystwo Zakładów Chemicznych i Huty Szklanej "Kijewski, Scholtze i S-ka"
Die Akcyjne Towarzystwo Zakładów Chemicznych i Huty Szklanej „Kijewski, Scholtze i S-ka“ (auch: Kijewski, Scholtze i S-ka, Społka Akcyjna Fabryk Chemicznych i Huty Szklanej oder Fabryka Chemiczna Towarszystwo Akcyjne „Kijewski, Scholtze i S-ka“) war ein bedeutendes Warschauer Unternehmen der chemischen Industrie, das sich – neben anderen chemischen Grundprodukten – auf Mineralsäuren spezialisiert hatte. Bis 1918 war das Unternehmen das größte seiner Art in Polen.

## Geschichte
1822 hatte Jan Chryzostom Kijewski in Warschau gemeinsam mit Ludwik Hirschmann einen chemischen Betrieb unter der Firma Fabryka Płodów Chemicznych w Warszawie gegründet. Dieser bestand aus der ersten Chemiefabrik Polens an der ul. Naczelnikowska; es wurden chemische Grundstoffe hergestellt. Von 1830 bis 1837 gab es einen Mitgesellschafter namens Kwilecki. Viele Mitarbeiter (sowohl Kaufleute wie Chemiker) waren Ausländer, die ihr Fachwissen einbrachten; das Firmenpapier hatte einen deutschsprachigen Briefkopf. Nachdem Hirschmann 1857 gestorben war, verkauften seine Kinder dessen Anteile 1858 an Kijewski.

### Familie Scholtze
Bereits vorher hatte sich Kijewski mit Karol Scholtze geeinigt, dass Scholtze 1856 Mitgesellschafter werden sollte. 1860 wurde ein Teil des Grundbesitzes für 35.000 Silberrubel an Ludwik Spiess verkauft, der hier eine Fabrik, die spätere Przemysłowo-Handlowe Zakłady Chemiczne Ludwik Spiess i Syn S.A. errichtete. 1879 wurde in Targówek eine moderne Chemiefabrik mit einer angeschlossenen Glashütte errichtet. In den 1880er Jahren übernahm der Sohn Scholtzes, Adolf Wawrzyniec (1883–1914) die Anteile des Vaters und wurde zum Geschäftsführer ernannt. Unter ihm wuchs die Produktion, und Erzeugnisse des Unternehmens wurden nach Deutschland und Russland exportiert. Kijewski, Scholtze i S-ka hatte 1879 noch 80 Arbeiter beschäftigt. 1889 waren es bereits 201 und 1905 wuchs deren Anzahl auf 279. 1884 wurden Betriebsteile von Solec nach Targówek verlegt. In den Jahren 1882 bis 1885 wurde eine Anlage zur Herstellung von Salpetersäure und Schwefelsäure eingerichtet. Ab 1897 firmierte das Unternehmen als Akcyjne Towarzystwo Zakładów Chemicznych i Huty Szklanej – „Kijewski, Scholtze i S-ka“ (Aktiengesellschaft). Im Ersten Weltkrieg war die Schwefelsäure-Produktion der Fabrik die einzige, die im vormaligen Weichselland betrieben wurde. In den 1930er Jahren begann man mit der Produktion von Eisenoxiden. Im Jahr 1935 wurde das Sortiment um eine Anlage für die Herstellung von kosmetischer Kreide erweitert. Im Jahr 1936 umfasste die Betriebsfläche 95.470 Quadratmeter und verfügte über einen eigenen Gleisanschluss. Der Zweite Weltkrieg beendete diesen Abschnitt der Unternehmensgeschichte.

### Zweiter Weltkrieg und Nachkriegszeit
Im September 1939 bombardierte die deutsche Luftwaffe im Rahmen der Schlacht um Warschau die Fabrik; große Teile wurden dabei zerstört. Während die Besatzungszeit produzierte das Unternehmen in geringem Umfang und mit stark reduziertem Personal Beschichtungen für Fliesen, kosmetische Kreide und Sulfonöle. Die Kämpfe Anfang 1945 zerstörten die noch vorhandenen Fabrikteile. Nach dem Wiederaufbau begann die Produktion von Schlämmkreide, Fliesenglasur, Natriumsulfid und Phosphatsalz. Im Jahr 1951 erfolgte die Verstaatlichung des Unternehmens, dass nun dem von 1951 bis 1958 bestehenden Industrie- und Handwerksministerium (Ministerstwo Przemysłu Drobnego i Rzemiosła) unterstellt war. Die Firmierung der heute produzierenden Nachfolgegesellschaft lautet Warszawskie Zakłady Przemysłu Nieorganicznego STOCHEM.